# Tertiärer Bildungsbereich

Bevölkerungsanteil von Studienanfängern im Tertiären Bildungsbereich 1970 bis 2010.

Der tertiäre Bildungsbereich umfasst den Bereich im Bildungswesen eines Staates, der, aufbauend auf einer abgeschlossenen Sekundarschulbildung, höhere Bildung vermittelt oder auf höhere berufliche Positionen vorbereitet.
Der Bevölkerungsanteil mit Abschluss im tertiären Bildungsbereich nimmt in allen Teilen der Welt seit Jahrzehnten zu. Während der Anteil in der westlichen Welt seit 1970 um die Hälfte anstieg oder sich verdoppelte, vervielfachte er sich in weniger entwickelten Ländern, dort allerdings auf niedrigerem Niveau.
International werden die Institutionen und Ausbildungen zum tertiären Bildungsbereich gezählt, die von der UNESCO mindestens auf ISCED Stufe 5 klassifiziert sind. Generell zählen die Hochschulen (Oberbegriff für Universitäten, Technische Universitäten, Medizinische Hochschulen, Pädagogische Hochschulen, Musikhochschulen bzw. Kunsthochschulen, duale Hochschulen sowie alle Arten von Fachhochschulen) zum tertiären Bildungsbereich. In einigen Ländern bestehen neben den Hochschulen jedoch noch weitere Schulformen, die ebenfalls dem tertiären Bildungsbereich zugerechnet werden, so in Deutschland z. B. die Fachschulen und in der Schweiz die höheren Fachschulen.
In fast allen Ländern Europas wird im Rahmen des Bologna-Prozesses seit 1999 die höhere Bildung mit dem Ziel der Schaffung eines einheitlichen europäischen Hochschulraumes reformiert.

## Ländervergleich
| Land                   | Einwohner  | Schulen des tertiären Bildungsbereiches | Schulen des tertiären Bildungsbereiches | Studenten   | Studenten                 | Anmerkungen und Quellen |
| Land                   | Einwohner  | Zahl                                    | Einwohner pro Schule                    | Zahl        | Anteil an der Bevölkerung | Anmerkungen und Quellen |
| ---------------------- | ---------- | --------------------------------------- | --------------------------------------- | ----------- | ------------------------- | --- |
| Volksrepublik China    | 1.395 Mio  | 2663                                    | 523.988                                 | 28,3 Mio    | 2,0 %                     | Stand: 2018 |
| Indien                 | 1.317 Mio  | ca. 52.000                              | 25.325                                  | 36,6 Mio    | 2,8 %                     | 903 Universitäten, ca. 41.400 Colleges, ca. 10.000 technische Hochschulen; Stand: 2017 |
| Indonesien             | 263,51 Mio | ca. 3000                                | ca. 87.800                              | ca. 6 Mio   | 2,3 %                     | Stand: 2019 (Zahl der Hochschulen) bzw. 2017 (Zahl der Studierenden). 2018 hatten die 122 staatlichen Universitäten 2,49 Mio. Studierende.                                                                      |
| Vereinigte Staaten     | 325 Mio    | 4298                                    | 75.779                                  | 19,66 Mio   | 6,0 %                     | Stand: 2017 |
| Kanada                 | 36.708.083 | 246                                     | 149.220                                 | 2.051.865   | 5,6 %                     | 93 Universitäten, 153 Colleges; Stand: 2017 |
| Nigeria                | 190,9 Mio  | ca. 150                                 | ca. 1,27 Mio                            | ca. 600.000 | 0,3 %                     | Stand: 2017 |
| Niger                  | 19,15 Mio  | 113                                     | 169.469                                 |             |                           | Öffentliche: 9 Universitäten mit ca. 31.800 Studierenden, 7 sonstige Hochschulen. 97 private Hochschulen mit ca. 11.000 Studierenden (Stand: 2014/2015).                                                        |
| Deutschland            | 82,52 Mio  | 429                                     | 192.354                                 | 2,84 Mio    | 3,4 %                     | Universitäten, Hochschulen, Berufsakademien*, Fachakademien* (in Bayern), Fachschulen*. Stand: 2017 |
| Österreich             | 8.858.775  | 66                                      | 134.224                                 | 376.700     | 4,3 %                     | Universitäten, Fachhochschulen und Pädagogische Hochschulen. Stand: 2018/2019 |
| Schweiz                | 8.542.323  | ca. 190                                 | 44.960                                  | ca. 285.000 | 3,3 %                     | 12 Universitäre Hochschulen (UH), 8 Fachhochschulen (FH), 20 Pädagogische Hochschulen (PH); 252.530 Studierende (Stand: 2018/2019). Ca. 150 höhere Fachschulen* (HF) mit 32.756 Studierenden (Stand: 2017/2018) |
| Vereinigtes Königreich | 66,04 Mio  | 163                                     | 405.153                                 | 2,3 Mio     | 3,5 %                     | Nur Universitäten; Stand: 2017/2018 |
| Norwegen               | 5.199.836  | 63                                      | 82.537                                  | 283.115     | 5,4 %                     | Stand: 2015/2016 (Zahl der Studierenden). 10 Universitäten, 9 Fachuniversitäten, 5 Universitätscolleges, 6 Privatcolleges, 26 Colleges, 7 Militärhochschulen (Stand: 2019)                                      |
| Irland                 |            | 31                                      |                                         |             |                           | 8 Universitäten, 14 technische Hochschulen, 9 weitere Hochschulen (Stand: 2019) |
| Australien             | 24,21 Mio  | 170                                     | ca. 142.000                             | 1,48 Mio    | 6,1 %                     | 43 Universitäten, 127 andere Hochschulen (Stand der Zahl der Hochschulen: 2018; Stand der Zahl der Studierenden: 2016). Fast die Hälfte der Studierenden sind Ausländer, die nur zum Studieren ins Land kommen. |

Zeichenerklärung: *Einrichtungen des tertiären Bildungsbereiches, die keine Hochschulen sind